# 超時空徵友啟事
《超時空徵友啟事》（英語：Safety Not Guaranteed，又譯《安全无保障》）是一部2012年美国剧情片，根据在YTMND上网路爆红的1997年《Backwoods Home Magazine》登载的一则分类广告改编而成，内容是讲述一个人寻找一些人跟他一起穿越时空的荒诞故事。获得2012年圣丹斯电影节的Waldo Salt剧本奖。

## 剧情
广告有以下几条信息:
“征人启示: 寻找想跟我一起穿越时空的人。这可不是一个笑话。回来后你将得到报酬。必须自带武器。我之前曾自己尝试过。安全无保障。”

## 角色
- 奧布瑞·普拉扎 飾 Darius Britt
- 馬克·杜普拉斯 飾 Kenneth Calloway
- 傑克·強森 飾 Jeff Schwensen
- 卡蘭·索尼 飾 Arnau
- Jenica Bergere 飾 Liz
- 瑪麗·萊恩·萊傑斯庫 飾 Bridget
- 克莉絲汀·貝爾 飾 Belinda
- 傑夫·格爾林 飾 Darius的父親
- William Hall, Jr.（英语：William Hall, Jr.） 飾 Shannon

## 评价
媒体综评71分，烂番茄新鲜度高达91%，这部黑色幽默作品获得了高度赞誉。
代表性评价：“在荒诞与搞笑的表象下，闪耀着无限智慧的火花”，“证明导演完全可以驾驭一部混杂着喜剧与时空旅行元素的怪异影片”，“夸张的想象、烂漫的感情、黑色而荒诞的剧情、无处不在的笑点，汇聚在一部影片中着实让人敬佩。”